# Manchester (condado de Green Lake, Wisconsin)
Manchester es un pueblo ubicado en el condado de Green Lake en el estado estadounidense de Wisconsin. Según el censo de 2020, tiene una población de 1057 habitantes.

## Geografía
Está ubicado en las coordenadas 43°40′30″N 89°3′18″O / 43.67500, -89.05500. Según la Oficina del Censo de los Estados Unidos, tiene una superficie total de 91.6 km², de la cual 89.9 km² corresponden a tierra firme y 1.7 km² es agua.

## Demografía
Según el censo de 2020, hay 1057 personas residiendo en la zona. La densidad de población es de 11.8 hab./km². El 98.01% de los habitantes son blancos, el 0.09% es afroamericano, el 0.09% es asiático, el 0.66% son de otras razas y el 1.14% son de una mezcla de razas. Del total de la población, el 2.27% son hispanos o latinos de cualquier raza.